# Halberstädter Flugzeugwerke
Halberstädter Flugzeugwerke или Halberstadt  — ныне не существующая немецкая авиастроительная компания. 

## История
Основанное в Хальберштадте 9 апреля 1912 года совместное британско-немецкое предприятие Deutsche Bristol Werke Flugzeug GmbH первоначально производило самолёты British and Colonial Aeroplane Company, Ltd, такие как Bristol Boxkite и Bristol Prier (по некоторым данным Bristol Coanda), но вскоре перешло к выпуску немецких машин Etrich Taube, а позже и собственных конструкций.
Управляющими директорами были предприниматели Герман Беренс и Курт Штокхаузен из Ошерслебена, главным конструктором Ханс Буркхардт, позже перешедший в Gothaer Waggonfabrik, а техническим директором и главным инженером — Карл Тайсс. Уставной капитал составлял 200000 марок.
23 июня 1914 года соглашение о сотрудничестве с компанией Bristol было расторгнуто . На момент начала Первой мировой войны основной выпускаемой моделью была A.II (лицензионный Fokker A.I . В сентябре того же года предприятие было переименовано в Halberstädter Flugzeugwerke GmbH.
В конце 1915 года начат выпуск истребителя-биплана D.I, а позже и его улучшенной версии D.II. Внедрённая в 1916 году конструкция, была одним из первых „классических” истребителей Первой мировой – одноместный биплан с тянущим винтом, вооружённый пулемётом с синхронизатором. Кроме маневренности, особыми достоинствами от аналогичных французских машин самолёт не отличался и уже через полгода был выведен с Западного фронта; в 1917 году он всё ещё служил на менее ответственных участках. В конце того же года 25 штук следующей модификации, D.V., были построены для ВВС Османской империи
В то же время компания строила и разведывательные машины – после учебного Halberstadt B.I Карл Тайсс создал серию бипланов класов B и C, в частности, B.II и C.V. Также ей выпускались самолёты поддержки пехоты (штурмовики) – CL.II и CL.IV, конструктивно схожие с машинами C-класса, но меньших габаритов, более скоростные и маневренные. Они доказали свою эффективность в качестве машин непосредственной поддержки и были организованы в ударные эскадрильи — Schlachstaffel (позже и в более крупные подразделения). Машины CL.IV также производились фирмой  Luftfahrzeug-Gesellschaft (LFG) под названием Halb. CL.IV (Rol).
По мнению историка М. Шарпа, самолёты Halberstadt, хотя и не выделялись на фоне современных им летательных аппаратов ни характеристиками, ни техническими решениями, однако, были важным дополнением к военной мощи воздушных сил Центральных держав.
Всего за годы Первой мировой войны Компания построила более 1700 разведчиков (C-класс) и 85 истребителей (D) для германских Имперских ВВС. Когда согласно условиям Версальского договора 1919 года производство самолётов было запрещено, 1 января 1919 года она была реорганизована и переименована в Berliner Industrie AG (адрес головной конторы NW 7, Унтер-ден-Линден 47), а 1 апреля в Berlin-Halberstädter Industriewerke AG и переключилась на выпуск сельскохозяйственных машин и ремонт вагонов Reichsbahn. В 1926 году начался суд по делу о её банкротстве; который, однако, и по состоянию на 1932 год не был завершён. с 1935 года её производственные мощности использовались компанией Junkers, новый филиал которой  по производству крыльев для бомбардировщика Junkers Ju 88 был построен на территории одной из частей бывшего завода Хальберштадт по адресу Клуссштрассе 30-38.

## Продукция фирмы
Halberstädter Flugzeugwerke выпускала самолёты большинства имевшихся в номенклатуре германского Инспектората авиации (Idflieg) классов:

### Самолёты класса A
(двухместные невооружённые разведчики и учебные самолёты)
- A.I: лицензионный Etrich Taube
- A.II: лицензионный Fokker M.5L

### Класс B
(двухместные невооружённые разведчики)
- Halberstadt B.I
- Halberstadt B.II
- Halberstadt B.III (1915)

### Класс C
(двухместные разведывательные самолёты с бортстрелком; позже вооружённые и синхронизированными пулемётами. Индекс употребляется с апреля 1915 года)
- Halberstadt C.I
- Halberstadt C.III прототип + 5 серийных;
- Halberstadt C.V
- Halberstadt C.VII прототип;
- Halberstadt C.VIII прототип;
- Halberstadt C.IXпрототип;

#### Класс CL
(Первоначально эскортные самолёты, более лёгкие, чем стандартный тип C; позже в т.ч. самолёты поддержки)
- Halberstadt CL.II
- Halberstadt CL.IV
- Halberstadt CLS
- Halberstadt CLS II проект
- Halberstadt CLS X проект

### Класс D types
(doppeldecker — биплан; также с конца 1918 года обозначение одноместных истребителей любого типа)
- Halberstadt D.I (февраль 1916 года)
- Halberstadt D.II (конец 1916 года)
- Halberstadt D.III
- Halberstadt D.IV
- Halberstadt D.V (начало 1917 года)

### Класс G
(Großflugzeug — двухмоторные бомбардировщики с 1915 года )
- Halberstadt G.I (1915/16) прототип

- Истребитель Halberstadt D.II
- Самолёт поддержки CL.II в Музее польской авиации (Краков)
- CL.IV в камуфляже «лозенг».
- Единственный двухмоторный бомбардировщик компании — Halberstadt G.I(прототип)